# Zwartowo (Karlino)
Zwartowo (deutsch Schwartow) ist ein Dorf in der Woiwodschaft Westpommern in Polen. Es gehört zur Gmina Karlino (Gemeinde Körlin)  im Powiat Białogardzki (Belgarder Kreis).

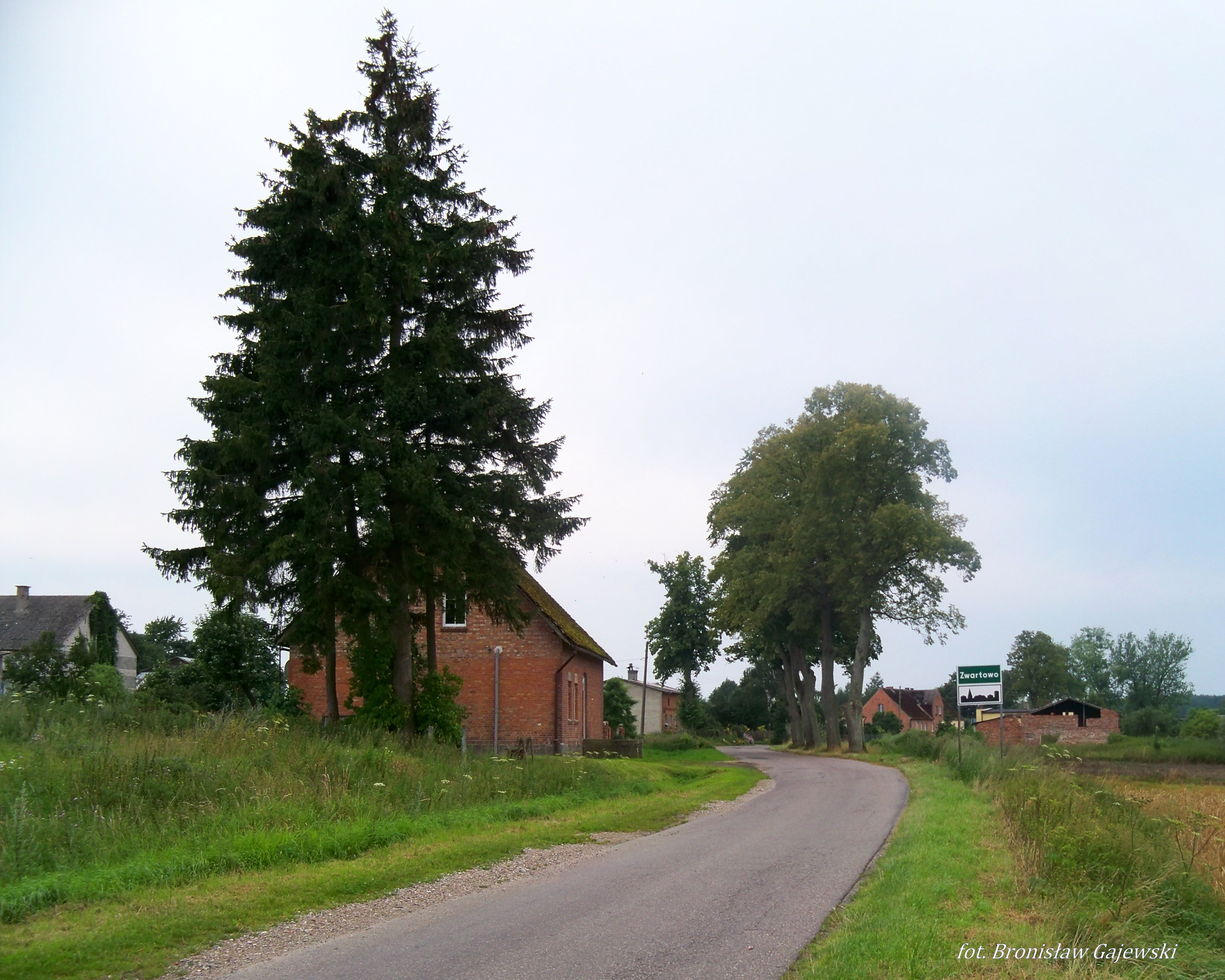
Ortsbild (Aufnahme von 2012)

## Geographische Lage
Das Dorf liegt in Hinterpommern, etwa 105 Kilometer nordöstlich von Stettin und etwa 25 Kilometer südöstlich von Kolberg.

## Geschichte
Das Dorf wurde wohl im Mittelalter im Herzogtum Pommern in der Form eines Angerdorfes angelegt. Erstmals erwähnt wurde es aber erst in einer Musterungsrolle aus dem Jahre 1523, in der „4 perde pawell Podewils to Szwartow“ aufgeführt waren. Schwartow war damals also im Besitz der adligen Familie Podewils. Auf der Großen Lubinschen Karte des Herzogtums Pommern von 1618 ist der Ort als „Swartow“ eingetragen. Wohl im 17. und 18. Jahrhundert wandelte sich Schwartow durch das Einziehen der Bauernstellen durch die Grundherrschaft (Bauernlegen) zu einem Gutsdorf; dabei ging auch die Dorfform des Angerdorfes verloren. Zeitweise war die Grundherrschaft in zwei Anteile gespalten. Im Besitz der Familie Podewils blieb Schwartow bis 1738, als der damalige Major Peter Ernst von Podewils es an Margaretha Sabine von Galbrecht († 1749) verkaufte, eine geborene von Manteuffel und Ehefrau des späteren preußischen Generalmajors Moritz von Galbrecht. In der folgenden Zeit wechselten die Besitzerfamilien von Schwartow mehrfach.
In Ludwig Wilhelm Brüggemanns Ausführlicher Beschreibung des gegenwärtigen Zustandes des Königlich-Preußischen Herzogtums Vor- und Hinterpommern (1784) ist Schwartow unter den adligen Gütern des Fürstentums Cammin aufgeführt. Schwartow lag damals „auf der Poststraße von Naugard nach Cörlin“. Damals gab es in Schwartow zwei ritterfreie Vorwerke und Rittersitze, genannt das Kamekesche Gut und das Zandersche Gut, vier Kossäten, zwei Krüge und einen Schulmeister, insgesamt 16 Haushaltungen („Feuerstellen“).
1842 kaufte der Gutsbesitzer von Schwartow, Carl Friedrich Mahncke, die vier neben dem Gut verbliebenen Kossätenhöfe und vereinigte sie mit dem Rittergut.
Schwartow bildete seit dem 19. Jahrhundert einen eigenen Gutsbezirk mit einer Fläche zwischen 506 Hektar (Stand 1864) und 522 Hektar (Stand 1925). Der Gutsbezirk Schwartow lag bis 1872 im Kreis Fürstenthum und kam mit dessen Aufteilung zum Kreis Kolberg-Körlin.
Mit der Auflösung der Gutsbezirke in Preußen wurde Schwartow im Jahre 1929 in die benachbarte Landgemeinde Garchen eingegliedert. Bis 1945 bildete Schwartow einen Wohnplatz in der Gemeinde Garchen.
1945 kam Schwartow, wie ganz Hinterpommern, an Polen. Die Einwohner flohen und wurden vertrieben. Der Ortsname wurde zu „Zwartowo“ polonisiert. Heute gehört der Ort zur Gmina Karlino (Stadt- und Landgemeinde Körlin), in der er ein eigenes Schulzenamt bildet.

## Entwicklung der Einwohnerzahlen
- 1816: 091 Einwohner[4]
- 1855: 123 Einwohner[4]
- 1885: 112 Einwohner[4]
- 1905: 155 Einwohner[4]
- 1919: 163 Einwohner[4]
- 1925: 146 Einwohner[4]